# Joseph Medicine Crow

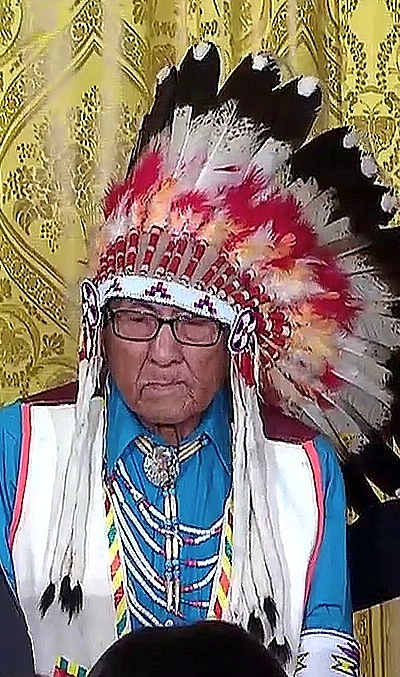
Joseph Medicine Crow bei seiner Auszeichnung mit der Presidential Medal of Freedom 2009

Joseph Medicine Crow (* 27. Oktober 1913 in der Nähe von Lodge Grass, Montana; † 3. April 2016 in Billings, Montana) war ein US-amerikanischer Autor, Historiker, Anthropologe und Kriegshäuptling des Stammes der Absarokee (Kinder des langschnabeligen Vogels). Er wurde durch seine Bücher über die Schlacht am Little Bighorn bekannt.

## Leben

### Familie, Kindheit und Jugend

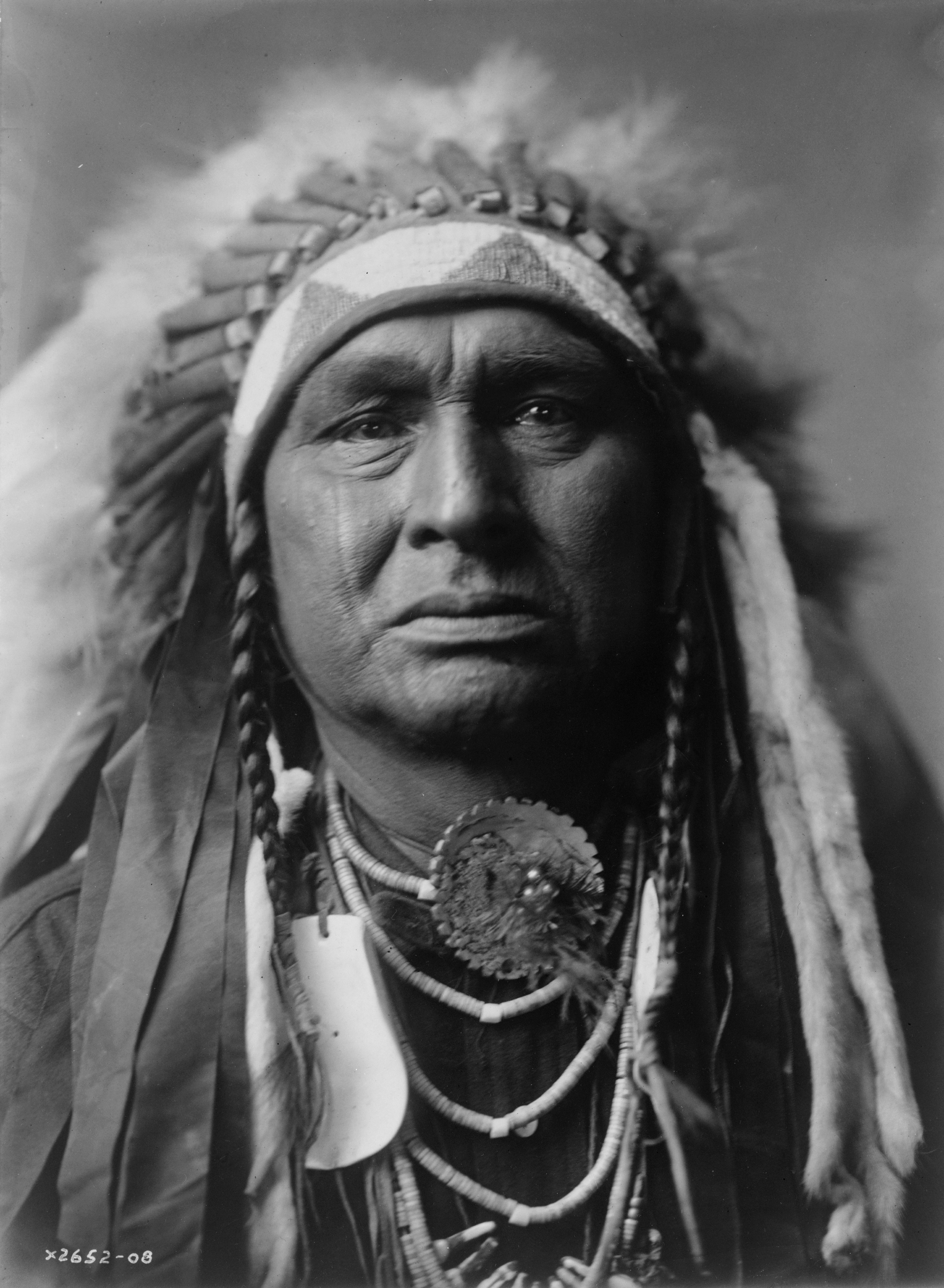
Sein Großvater White Man Runs Him ca. 1908, Fotografie von Edward Curtis

Sein Stiefgroßvater White Man Runs Him nahm im Sommer 1876 an der Schlacht am Little Bighorn an der Seite des US-Heeres als Scout der Truppen von Oberstleutnant George Armstrong Custer gegen die Lakota-Sioux und Cheyenne teil. Es war einer der wenigen Siege der Indianer gegen die US-Armee.
Joseph Medicine Crow wurde 1913 in der Indianerreservation der Crows bei Lodge Grass geboren, sein traditioneller Indianername war High Bird. Sein Großvater väterlicherseits, der Kriegshäuptling Medicine Crow, unterwies ihn in der Kriegskunst. Crow war das erste Mitglied seines Stammes, das ein College absolvierte. Er besuchte das Linfield College in McMinnville und schloss 1938 ab. Ein Jahr später erwarb er einen Master-Abschluss in Anthropologie an der University of Southern California mit Schwerpunkt auf den Einfluss der europäischen Kultur auf die „Native Americans“. Titel: „The Effects of European Culture Contact upon the Economic, Social, and Religious Life of the Crow Indians“.
Medicine Crow unterbrach sein Promotionsstudium, um für die USA im Zweiten Weltkrieg zu kämpfen und trat als Scout in die 103rd Infantry Division der US-Armee ein. Immer wenn er in den Kampf zog, trug er unter seiner Uniform die traditionelle Kriegsbemalung, rote Streifen auf den Armen, und unter seinem Helm eine heilige, gelbe Adlerfeder, die ihm von einem Sonnentanz-Medizinmann zur Verfügung gestellt wurde, um ihn vor Schaden zu schützen. Ohne es recht zu wollen, führte er während seines Einsatzes in Europa alle vier Aufgaben durch, die notwendig sind, um wie sein Großvater ein Kriegshäuptling der Absarokee zu werden: Er kämpfte hinter den feindlichen Linien, stahl Pferde aus einem feindlichen Lager, entwaffnete einen Feind und berührte einen Feind, ohne ihn zu töten. Nach der Niederlage von Nazi-Deutschland wurde er, als wahrscheinlich letztes Mitglied der Absarokee, Kriegshäuptling. 2006 berichtete Medicine Crow in der historischen Dokumentation The War (zu dt.: Der Krieg) von Ken Burns von seinen Kriegserlebnissen.
Medicine Crow verstarb im Alter von 102 Jahren in Billings.

## Ehrungen
- Medicine Crow wurde für seinen Einsatz im Zweiten Weltkrieg mit dem Bronze Star ausgezeichnet sowie von Frankreich zum Ritter der Ehrenlegion ernannt.
- Im Jahr 2003 verlieh das Rocky Mountain College ihm die Ehrendoktorwürde.[6]
- Am 13. August 2009 zeichnete ihn US-Präsident Barack Obama mit der Presidential Medal of Freedom (Freiheitsmedaille) aus, der höchsten zivilen Auszeichnung der Vereinigten Staaten. Obama nannte Crow dabei in dessen Muttersprache einen guten Mann.[7]

## Schriften
- Joseph Medicine Crow: Mein Volk, die Krähen-Indianer. Die Stammesgeschichte der Absarokee. Diederichs Verlag, München 1994, ISBN 3-424-01197-5.